# アンディ・ロウティンス
アンディ・ラウティンス（Andy Rautins）ことアンドリュー・ジェイ・ロウティンス（Andrew Jay Rautins、1986年11月2日 - ）は、カナダのプロバスケットボール選手。ニューヨーク州オノンダガ郡ジェームズビル出身。ポジションはシューティングガード。196cm、93kg。

## 来歴
シラキュース大学からオファーを受けて進学したが、他にプロビデンス大学、セント・ボナベンチャー大学からもオファーを受けた。
2005年、バスケットボールU-21世界選手権のカナダ代表として5試合に出場、平均9.4得点をあげた。3位決定戦では11得点をあげた。
2007年、リオデジャネイロで行われたパンアメリカン競技大会ではチームトップの14.4得点、2.4アシストをあげた。
北京オリンピックバスケットボール世界最終予選のメンバーにも選ばれて全3試合に出場したが、チームは1勝2敗でオリンピック出場は果たせなかった。
2009年バスケットボール男子アメリカ選手権にも出場、平均9.5得点、3.0アシストをあげ、チームは4位となった。その結果、カナダ代表は2010年バスケットボール世界選手権出場権を獲得した。
2010年のNBAドラフト2巡38位でニューヨーク・ニックスに指名された。同年8月12日に2年契約を結んだ。11月9日のミルウォーキー・バックス戦でNBAの公式試合に初出場、8分間の出場で3得点、1アシストをあげた。
2011年12月10日、3チームの間のトレードで、ダラス・マーベリックスに移籍したが、同年12月15日にまー部リックスより解雇された。
同年12月、スペインのCBルセントゥム・アリカンテと契約した。
2012年9月12日、オクラホマシティ・サンダーと契約したが、10月27日にサンダーより解雇され、その後NBAデベロップメントリーグのタルサ・シックスティシクサーズに加入した。
2013年夏、シカゴ・ブルズよりNBAサマーリーグに出場した。
2013年9月、バスケットボール・ブンデスリーガのスカイライナーズ・フランクフルトと契約した。
2014年8月23日、セリエAのパラカネストロ・ヴァレーゼと契約した。
2015年8月10日、トルコのガズィアンテプ・バスケットボールと契約した。
2017年9月22日、トロント・ラプターズとトレーニングキャンプに関する契約を結び、リーグ復帰を目指すことになったが、翌月7日に解雇された。
2020年にパナシナイコスBCを退団して以降は現役引退状態で、カナダ・エリート・バスケットボール・リーグ（英語版）に所属するオタワ・ブラックジャックス（英語版）のアシスタントゼネラルマネジャーを務めていたが、2022年1月13日、ギリシャA1バスケットボールリーグに所属するAEKアテネとの契約が発表された。